# Camillo Guidi (ammiraglio)
Camillo Guidi (marzo 1635 circa – Volterra, aprile 1717) è stato un ammiraglio italiano, ufficiale della flotta del Granduca di Toscana.

## Biografia

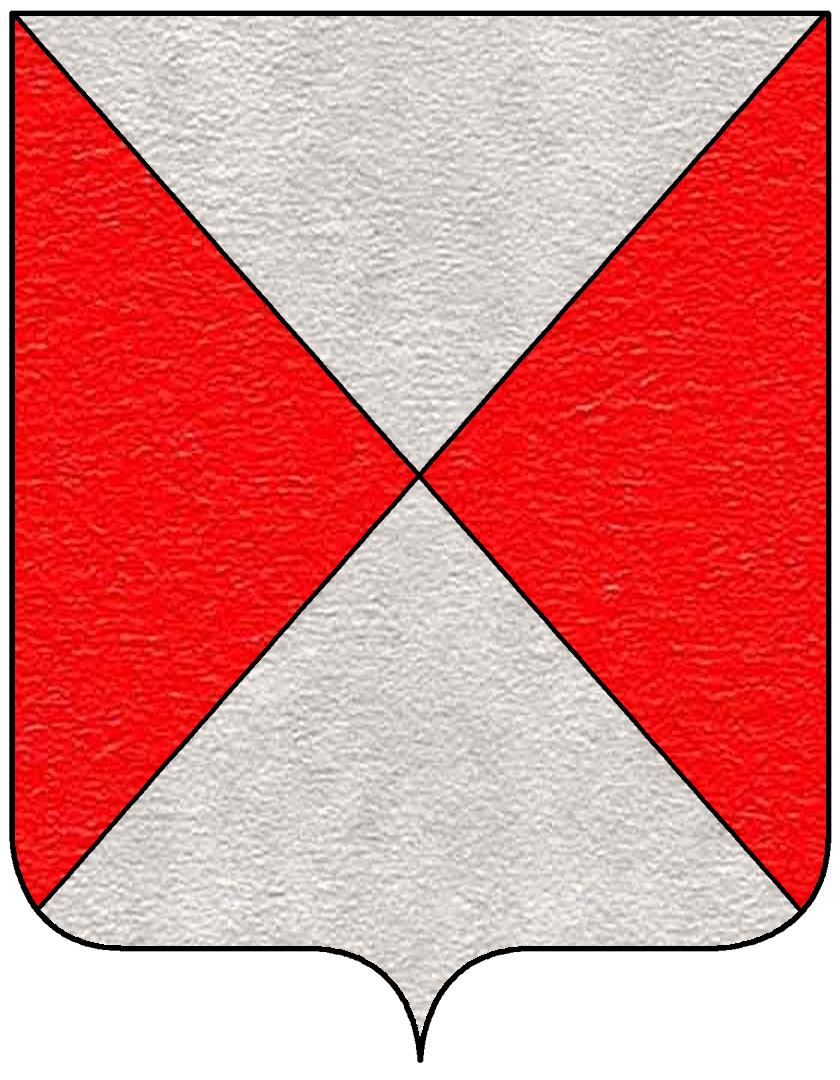
Stemma Guidi

Di famiglia patrizia volterrana, è armato giovanissimo Cavaliere di Santo Stefano. Comincia a servire in mare agli ordini di Achille Sergardi e Niccolò Gamurrini. Nel 1660, servendo in un battaglione da sbarco, quale Alfiere, è il primo a salire sui bastioni conquistati della fortezza di Santa Veneranda nell'isola di Candia.
Cosimo III, sesto Granduca di Toscana e Gran Maestro dell'Ordine di Santo Stefano Papa e Martire, lo nomina XVIII Ammiraglio comandante la flotta stefaniana, accresciuto poi del grado di Generale del Mare.
La più nobile impresa dell'Ammiraglio Generale Guidi fu la preda della Padrona (nave) di Biserta, conquistata il 19 luglio 1675. Era da tempo che una squadra di tre galee di Biserta navigava per il Tirreno con danno e terrore dei Cristiani. Queste erano comandate dal noto corsaro Maometto Ciriffo, già comandante dei vascelli di Tunisi, di grande esperienza e di molte vittorie. Scoperti nel canale di Piombino, dopo varie cannonate, cominciò una grande battaglia all'arrembaggio. Cadde per impeto e coraggio, il nipote stesso del Generale, il Cavalier Minuccio Minucci e molti soldati, ma con nuovo impeto, in particolare si ricorda il Cavalier Giovanni Francesco Giudici, riuscirono a impadronirsi della Padrona di Biserta e a far prigioniero il Ciriffo. Le altre navi barbaresche riuscirono ad allontanarsi. Furono resi schiavi 117 Turchi e vennero liberati 260 Cristiani.
Tante, troppe da ricordare sono le imprese, molte cruente, a volte più semplici. Nel 1683, dopo un inseguimento di 60 miglia, raggiunge e cattura una galeotta, in direzione della Barberia. Sono fatti 140 prigionieri, in maggioranza giannizzeri e sono prese 5 bandiere (di cui due con la croce di Malta).